# Casper von Folsach
Casper von Folsach (Gentofte, Hovedstaden, 30 de març de 1993) és un ciclista danès professional des del 2012, actualment a l'equip Team Giant-Castelli. Combina el ciclisme en pista on ha aconseguit els majors èxits, com la medalla de bronze als Jocs Olímpics de Rio de Janeiro de 2016 en la prova de Persecució per equips.

## Palmarès en pista
- 2010
  -  Campió de Dinamarca júnior en Persecució
- 2011
  -  Campió de Dinamarca júnior en Persecució per equips
- 2013
  -  Campió de Dinamarca en Persecució
- 2016
  -  Medalla de bronze als Jocs Olímpics de Rio de Janeiro en persecució per equips (amb Lasse Norman Hansen, Frederik Madsen, Niklas Larsen i Rasmus Christian Quaade)
  - Campió d'Europa de Derny

### Resultats a laCopa del Món
- 2012-2013
  - 1r a Glasgow, en Persecució per equips
- 2016-2017
  - 1r a Cali, en Madison
- 2017-2018
  - 1r a Manchester, en Madison

## Palmarès en ruta
- 2011
  -  Campió de Dinamarca júnior en contrarellotge
  -  Campió de Dinamarca júnior en contrarellotge per equips
- 2017
  - Vencedor d'una etapa a l'Okolo jižních Čech
- 2018
  - 1r a la Ronda van Midden-Nederland